# Loggia dei Cavalieri
(Statuto del Comune di Treviso, 1314)
La Loggia dei cavalieri (in latino: lobia o loggia militum) è un edificio tra i più rappresentativi del centro storico di Treviso. È situata all'incrocio tra via Martiri della Libertà e via Indipendenza (agli antichi decumanus e cardo maximi), probabilmente nel luogo dell'antico foro della Tarvisium romana.
Simbolo del potere politico assunto dai nobili nel periodo del Libero Comune, fu costruita durante la podesteria di Giacomo (o Andrea) da Perugia (1276-77) come luogo di convegni, conversazioni, giochi per la nobiltà, i Cavalieri, appunto.
La Loggia è un esempio di romanico trevigiano, qui influenzato dall'architettura bizantina.

## Storia
Sebbene il cronista Bartolomeo Zuccato dichiari che la costruzione avvenne nel 1194, sotto la podesteria di Gigo Burro (incerta tra il 1194 e il 1198-99), l'iscrizione trovata sotto il cornicione fa sorgere il dubbio che l'edificio sia stato costruito tra 1276 e il 1277, tempo della podesteria di Giacomo da Perugia. Tale iscrizione, come sostiene Angelo Marchesan, potrebbe invero riferirsi alla sola decorazione pittorica, ad avviso di Luigi Bailo e Luigi Coletti, invece, la generica espressione hoc opus factum est in una scritta che doveva occupare tutto un lato del monumento si riferirebbe all'intero edificio.
Già alla fine del Quattrocento la loggia, otturate le ampie arcate e chiusa da portoni, divenne magazzino, come dimostrano i numerosi contratti stipulati dai rappresentanti del Collegio dei nobili. Furono in seguito addossate numerose costruzioni.
Andato sempre più in abbandono, il monumento rischiò di scomparire prima, alla fine del XIX secolo, quando ne fu proposta la demolizione per creare una piazza, quindi durante il bombardamento di Treviso del 1944.

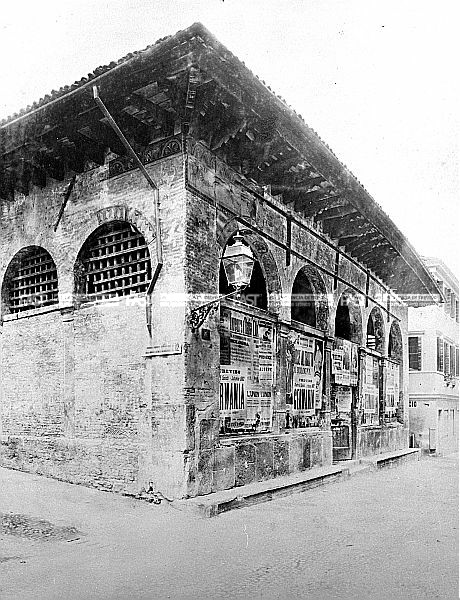
La Loggia dei Cavalieri in una storica fotografia Alinari databile 1902, prima degli interventi di valorizzazione del monumento.

Nel 1889 la Loggia divenne di proprietà del Comune di Treviso. L'artista Antonio Carlini si batté con successo per la protezione e la valorizzazione del monumento. Il restauro è avvenuto tra il 1910 e il 1911: si provvide a liberare le ampie arcate. Nel 1922 furono demoliti gli edifici adiacenti, aprendo le attuali piazza Carducci e piazza Crispi. Ferdinando Forlati intervenne dopo il bombardamento per la sua ricostruzione. Un importante restauro fu affrontato alla fine degli anni ottanta.
Nell'autunno 2013, nell'ambito di nuove operazioni di manutenzione e restauro, sono state scoperte porzioni di affreschi nell'infradosso delle volte.
Nel corso dell'anno la Loggia dei Cavalieri viene utilizzata per mercatini di libri antichi, convegni, mostre artistiche, concerti e rassegne musicali. La Loggia dei Cavalieri ospita da alcuni anni dei concerti jazz nel fine settimana conclusivo del festival Treviso Suona Jazz.

## Descrizione

### Architettura

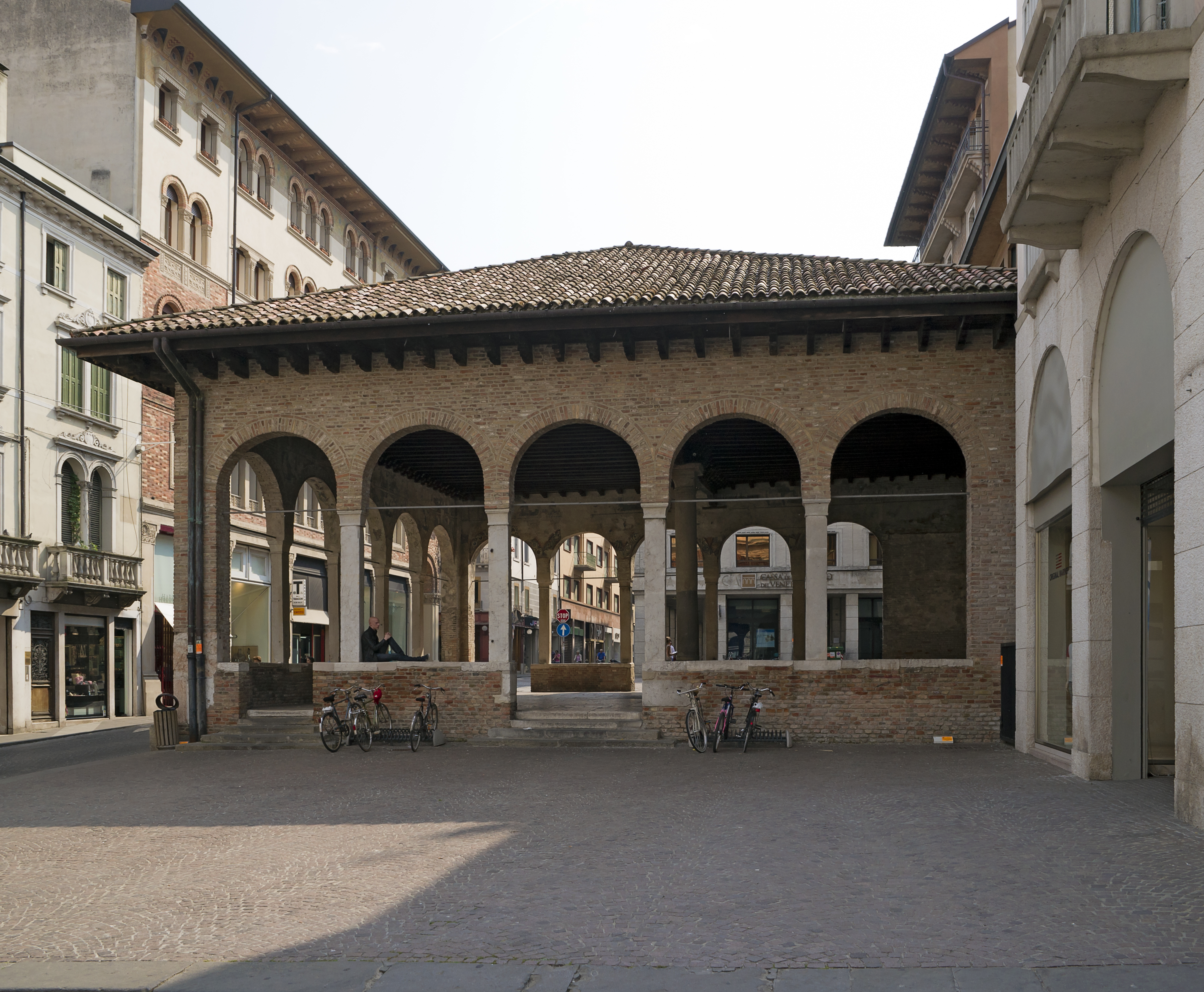
Fronte nord-est

La costruzione laterizio, ad un unico vano a pianta trapezoidale dai lati quasi uguali, sorge sopra uno zoccolo con gradone in pietra viva.
La parete a nord-ovest è liscia e compatta; su ciascuna delle altre tre si aprono cinque grandi archi a tutto sesto, sorgenti da colonne poggianti su basso parapetto interrotto, in corrispondenza degli archi centrali e di due laterali, per permettere l'accesso alla loggia. Le colonne in pietra viva, di un sol pezzo, hanno sezione quadrangolare, capitello a piramide tronca rovesciata liscio a collarino. Gli archi agli angoli si saldano a solide spalle in muratura.
Nel centro (non corrispondente però con il centro statico del tetto) una importante colonna in pietra d'Istria su triplice dado in pietra e mattoni con capitello a piramide tronca ad angoli smussati.
La copertura in coppi è sorretta da una complessa struttura di travi lignee. Il coperto sporge dai tre lati aperti sorretto da modiglioni in legno a profilo seghettato.

### Decorazione

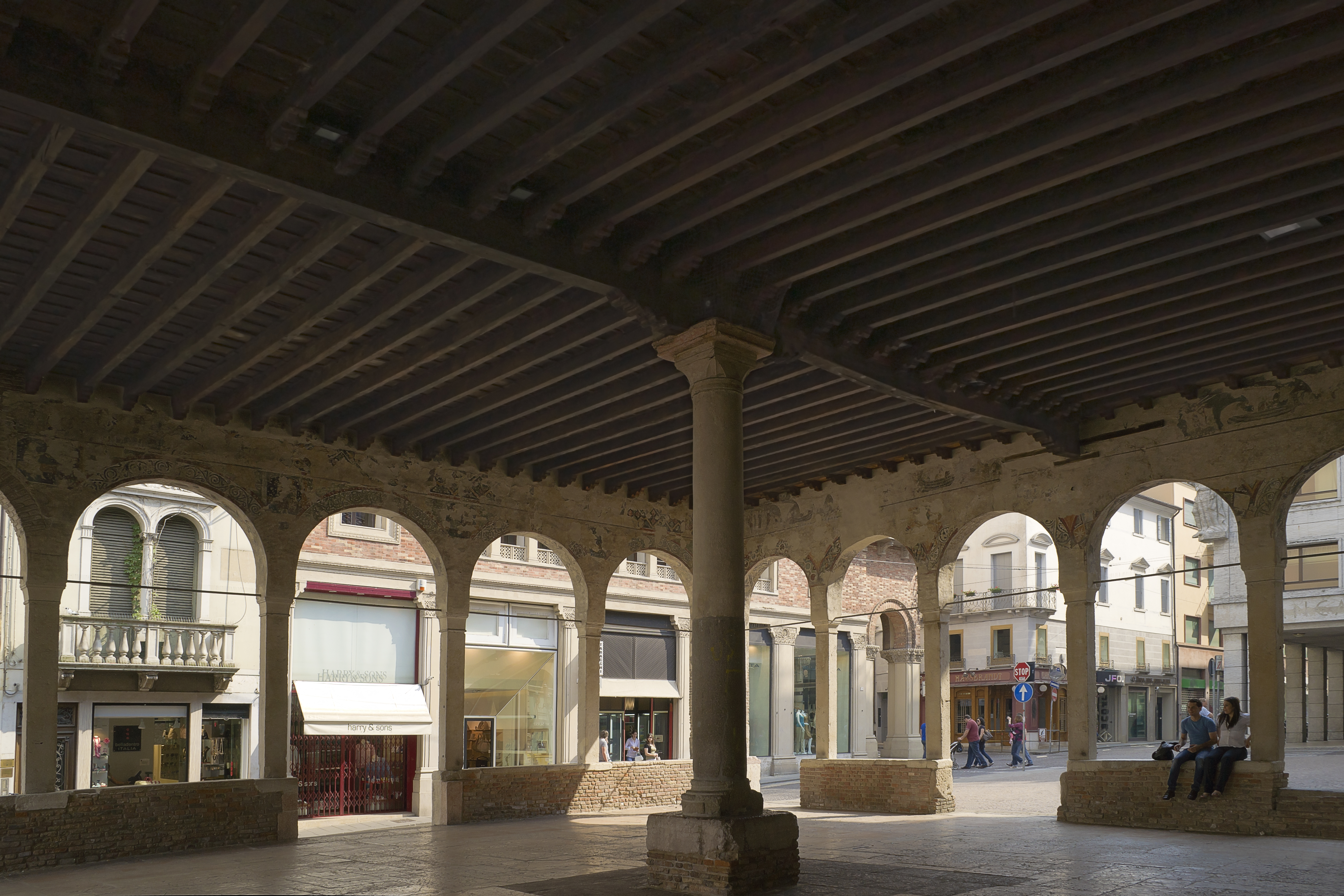
Interno

La loggia è stata decorata ad affresco in due momenti e gli strati di intonaco risultano oggi per lo più sovrapposti. La prima decorazione fu probabilmente realizzata tra 1276 e il 1277. Il secondo strato di affreschi è databile 1313-14, in seguito alla rivoluzione aristocratica che portò alla cacciata dei da Camino.
Gli affreschi sono stati riprodotti in acquerello da Enrico Stummel, Enrico Nono e soprattutto da Antonio Carlini il quale mise in luce l'iscrizione sottostante il cornicione e ipotizzò un modello ricostruttivo del monumento.
Della decorazione più antica è ancora visibile l'iscrizione in grandi caratteri onciali romanici neri su bianco: 
Il rimanente di tale decorazione doveva essere a finti mattoni con qualche stemma.

## Tarantola e il Nano della Loggia
Negli anni Settanta e nei primi anni Ottanta, nell'edificio erano presenti un gran banco di libri usati ed antichi gestito dalla famiglia Tarantola, librai ambulanti originari di Pontremoli, e il vicino banco di Tiziano Torzo, il "Nano della Loggia", che vendeva fiori, giocattoli ed antiquariato, "con una indovinata varietà di generi". "Tarantola" è divenuta in seguito una normale libreria in attività fino al 2015, mentre la bancarella di giocattoli, spostata in seguito al restauro nell'adiacente piazza Crispi, aveva già chiuso definitivamente nel 2005.